# Adieu au langage
Pour plus de détails, voir Fiche technique et Distribution.
Adieu au langage est un film expérimental franco-suisse réalisé par Jean-Luc Godard et sorti en 2014. Il s'agit du 121e film et du 47e long-métrage du réalisateur, le premier tourné en 3D, et le septième présenté au Festival de Cannes.
En Suisse romande, où le film a été tourné, le mot « adieu » peut signifier à la fois « au revoir » et « bonjour ». L'« adieu au langage » du titre s'articule autour de deux thèmes centraux, « la nature » et « la métaphore », soit l'idée et l'image. Le film met en scène une femme ayant une liaison avec son amant. Le mari de la femme découvre la relation extraconjugale et l'amant se fait tuer. Le même couple du récit est incarné à l'écran par deux couples d’acteurs distincts et leurs actions se répètent et se reflètent l'une l'autre. Le chien de Godard, Roxy Miéville, passe alors au premier plan et vole la vedette aux êtres humains, « aveuglés par la conscience, donc incapable de voir le monde tel qu’il est ». Godard fait de son film un « essai d'investigation littéraire », copiant ainsi le sous-titre de L'Archipel du Goulag d'Alexandre Soljenitsyne. Son film contient de nombreuses citations et références à des œuvres artistiques, philosophiques et scientifiques antérieures, de Platon à Alain Badiou en passant par Antigone et Jean-Paul Sartre, mais c'est en Jacques Ellul que Godard voit « celui qui avait (presque) tout prévu : le nucléaire, les OGM, la publicité, les nanotechnologies, le terrorisme, etc… ».
Le film se démarque dans la filmographie du cinéaste par l'usage de la 3D. Godard s'est intéressé à la réalisation d'un film en 3D en 2010 et a demandé à son chef opérateur Fabrice Aragno de faire des tests de caméra. Aragno n'était pas satisfait des résultats des caméras 3D professionnelles et a construit ses propres dispositifs personnalisés en utilisant des Canon 5Ds et des Flip Minos, brisant ainsi la plupart des règles standard de la cinématographie 3D. Godard et Aragno ont travaillé sur le film pendant quatre ans, tournant chacun de leur côté avant de commencer officiellement la production avec les acteurs. Godard a monté une version 2D du film avant qu'Aragno et lui ne perfectionnent le montage 3D avec la correction des couleurs et le son multicanal.
Adieu au langage a été présenté en compétition au Festival de Cannes 2014 et a remporté le Prix du jury. Il a reçu un accueil critique globalement positif. En particulier, le style visuel a été salué, tandis que l'intrigue a pu apparaître incohérente, sinon irritante et incompréhensible pour certains. De nombreux critiques ont tenté d'analyser les thèmes du film et l'utilisation qu'il fait de la 3D. Certains des plans les plus élaborés du film ont été qualifiés de techniques innovantes du vocabulaire cinématographique. Il s'agit notamment d'un plan de « séparation » dans lequel un plan unique et ininterrompu se divise en deux plans distincts qui peuvent être vus simultanément par l'œil gauche ou l'œil droit, avant de revenir à un seul plan en 3D. Aragno et Godard ont également expérimenté des images 3D à double exposition et des plans en parallaxe qui sont difficiles à voir pour l'œil humain.

## Synopsis
« Le propos est simple. Une femme mariée et un homme libre se rencontrent. Ils s'aiment, se disputent, les coups pleuvent. Un chien erre entre ville et campagne. Les saisons passent. L'homme et la femme se retrouvent. Le chien se trouve entre eux. L'autre est dans l'un. L'un est dans l'autre. Et ce sont les trois personnes. L'ancien mari fait tout exploser. Un deuxième film commence. Le même que le premier. Et pourtant pas. De l'espèce humaine on passe à la métaphore. Ça finira par des aboiements. Et des cris de bébé. »

— Résumé par Jean-Luc Godard publié sur Twitter,
Adieu au langage est un récit expérimental qui raconte deux versions parallèles d'un couple ayant une liaison. Ces deux histoires s'intitulent 1. La nature et 2. La métaphore, et se concentrent respectivement sur les couples Josette et Gédéon et Ivitch et Marcus, ainsi que sur un chien.
Le film commence avec 1. La nature au centre culturel de Nyon, en Suisse. Un jeune couple, Marie et son ami, est en train d'installer un stand de livres d'occasion. Un autre couple, Davidson et Isabelle, arrive. D'après la façon dont Marie, son ami et plus tard le personnage d'Ivitch s'adressent à Davidson, il semble qu'il soit professeur. Brandissant un exemplaire de L'Archipel du Goulag, Davidson fait remarquer que son auteur, Alexandre Soljenitsyne, n'a pas eu besoin d'utiliser Google pour chercher le sous-titre du livre : Essai d'investigation littéraire. Le professeur demande ensuite à Isabelle à quoi servaient les pouces avant les smartphones, faisant ainsi référence au conte Le Petit Poucet de Charles Perrault. Il se lance dans un cours impromptu sur les idées de Jacques Ellul, comme l'abdication des droits et des responsabilités de l'individu au profit de l'État, une situation qu'Ellul a déclarée être le triomphe d'Adolf Hitler. Soudain, une voiture arrive, un homme en sort et, s'exprimant en allemand, accoste Josette, qui se tenait à proximité. Après avoir exigé qu'elle rentre à la maison (ce qui sous-entend que l'homme est le mari de Josette), l'avoir menacée de conséquences et avoir essayé de l'entraîner, l'homme se retire hors du cadre et tire des coups de feu. Alors que les autres personnages se précipitent vers l'endroit où les coups de feu ont été tirés, la voiture s'éloigne. Josette s'éloigne, tandis que Gédéon, qui l'observe depuis le début, la suit. Alors que Josette se lave les mains dans une fontaine, Gédéon s'approche et lui déclare : « Je suis à vos ordres ».
Le film passe à 2. La métaphore. Au bord du lac Léman, Davidson est assis sur un banc et feuillette un livre de reproductions de Nicolas de Staël lorsque Marie et son petit ami arrivent pour lui dire au revoir avant de partir aux Amériques. Ivitch arrive, habillé comme Davidson avec un imperméable et un chapeau assortis. Pendant qu'ils discutent de la tyrannie des images, l'homme de langue allemande arrive et la scène se répète : il accoste Ivitch, tire et s'en va. Comme précédemment, un homme s'approche de la femme ébranlée. Cette fois, c'est l'homme qui est hors champ et la femme qui est à l'écran (Ivitch derrière des barreaux métalliques, image utilisée pour la promotion du film). L'homme, Marcus, pose sa main sur les barreaux et déclare : « Je suis à vos ordres ».
Le film revient à 1. La nature. Gédéon et Josette ont une liaison et séjournent ensemble dans une maison pendant l'été ; ils discutent de littérature et de problèmes domestiques. Gédéon fait référence au Penseur de Rodin alors qu'il est assis sur des toilettes et déclare que l'acte de déféquer rend les gens égaux. À un moment donné, la scène se déplace à Nyon, où Marie examine le corps d'un homme non identifié. Pour en revenir à la liaison entre Gédéon et Josette, le chien Roxy s'ébat dans la campagne tandis qu'un narrateur parle de la relation entre les humains et les chiens. Il monte dans une voiture avec Gédéon et Josette, qui le ramènent à la maison et poursuivent la conversation en présence de Roxy. Josette mentionne un couteau que Gédéon lui a offert quatre ans plus tôt. Gédéon et Josette partent à bord d'un ferry, laissant Roxy derrière eux.
Le film revient à 2. La métaphore. Marcus et Ivitch ont une liaison dans la même maison en hiver ; ils parlent de peinture et de questions politiques, comme l'opinion de Mao Tsé-toung sur la Révolution française et le fait que les Russes ne seront jamais des Européens. Ils se disputent pendant qu'ils prennent leur douche ensemble, et l'on voit ensuite un couteau ensanglanté dans un évier. Alors que leur relation se détériore, Ivitch rappelle à Marcus qu'il lui a dit « Je suis à vos ordres ». Marcus dit qu'ils devraient avoir des enfants. Ivitch lui répond qu'ils devraient plutôt prendre un chien.
Dans un épilogue, 3. Mémoire/malheur historique, Roxy est de nouveau à la campagne tandis qu'une voix hors champ représentant les pensées de Roxy (et paraphrasant Dans le torrent des siècles de Clifford D. Simak) se demande ce que l'eau essaie de lui dire. Un narrateur mentionne que Mary Shelley a écrit Frankenstein près de la maison du couple à Cologny ; on aperçoit Shelley dans la campagne en train d'écrire son livre avec une plume et de l'encre ; elle est rejointe par Lord Byron et Percy Shelley. Un homme et une femme invisibles (Godard et Florence Colombani) peignent à l'aquarelle et à l'encre noire. Ils ordonnent à Roxy de sortir de la pièce et (paraphrasant Les Démons de Dostoïevski) comparent les deux questions d'Alexis Kirillov, « une grande et une petite » (l'autre monde et la souffrance) et la « difficulté de faire entrer le plat dans la profondeur », à l'acte de créer de l'art. Roxy s'endort sur un canapé tandis qu'une narratrice (Anne-Marie Miéville) décrit ses pensées et que le film se termine sur les aboiements d'un chien et les pleurs d'un bébé.

## Production

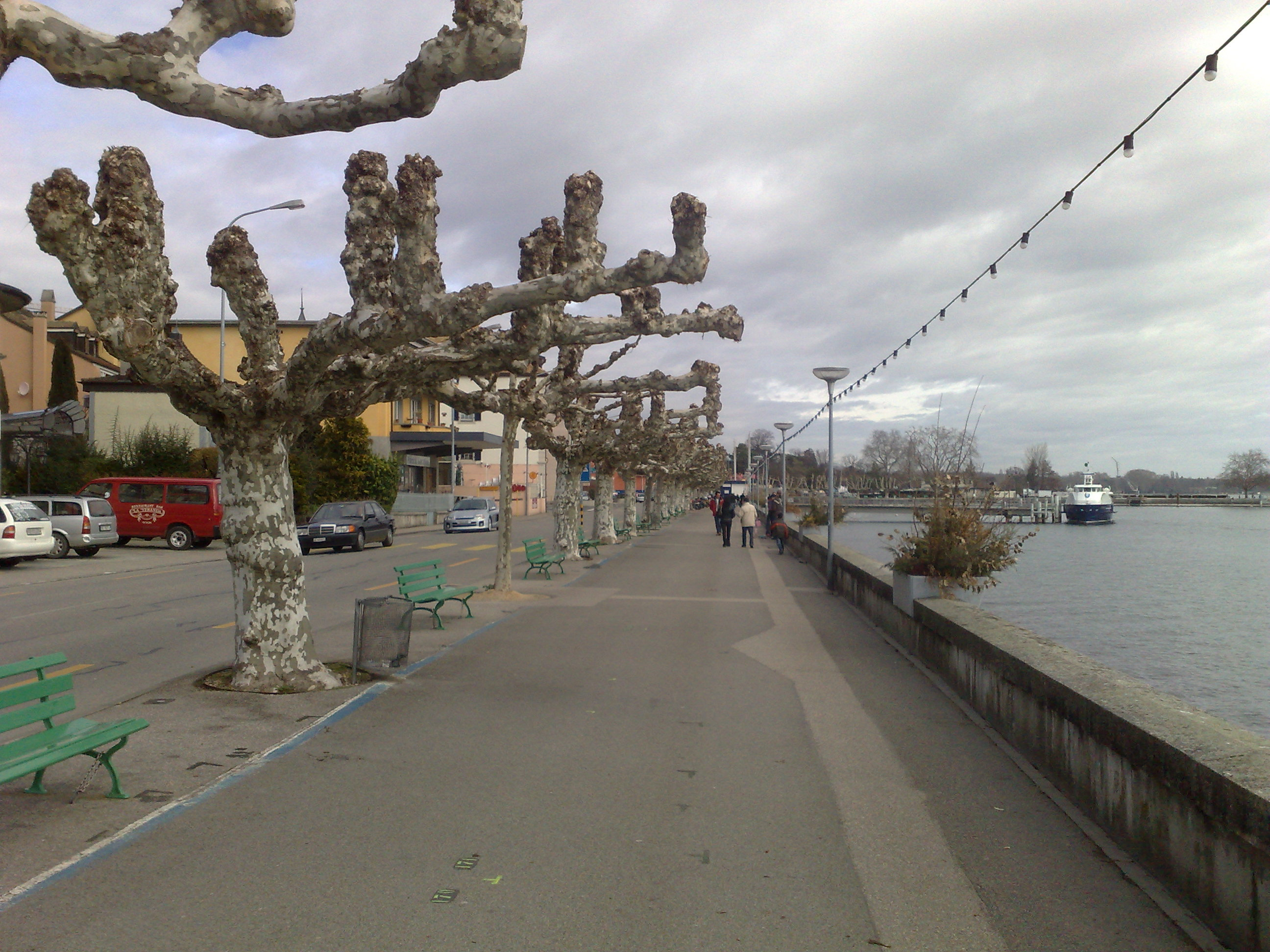
Plusieurs scènes du film sont tournées sur les quais de Nyon, au bord du lac Léman.

### Attribution des rôles

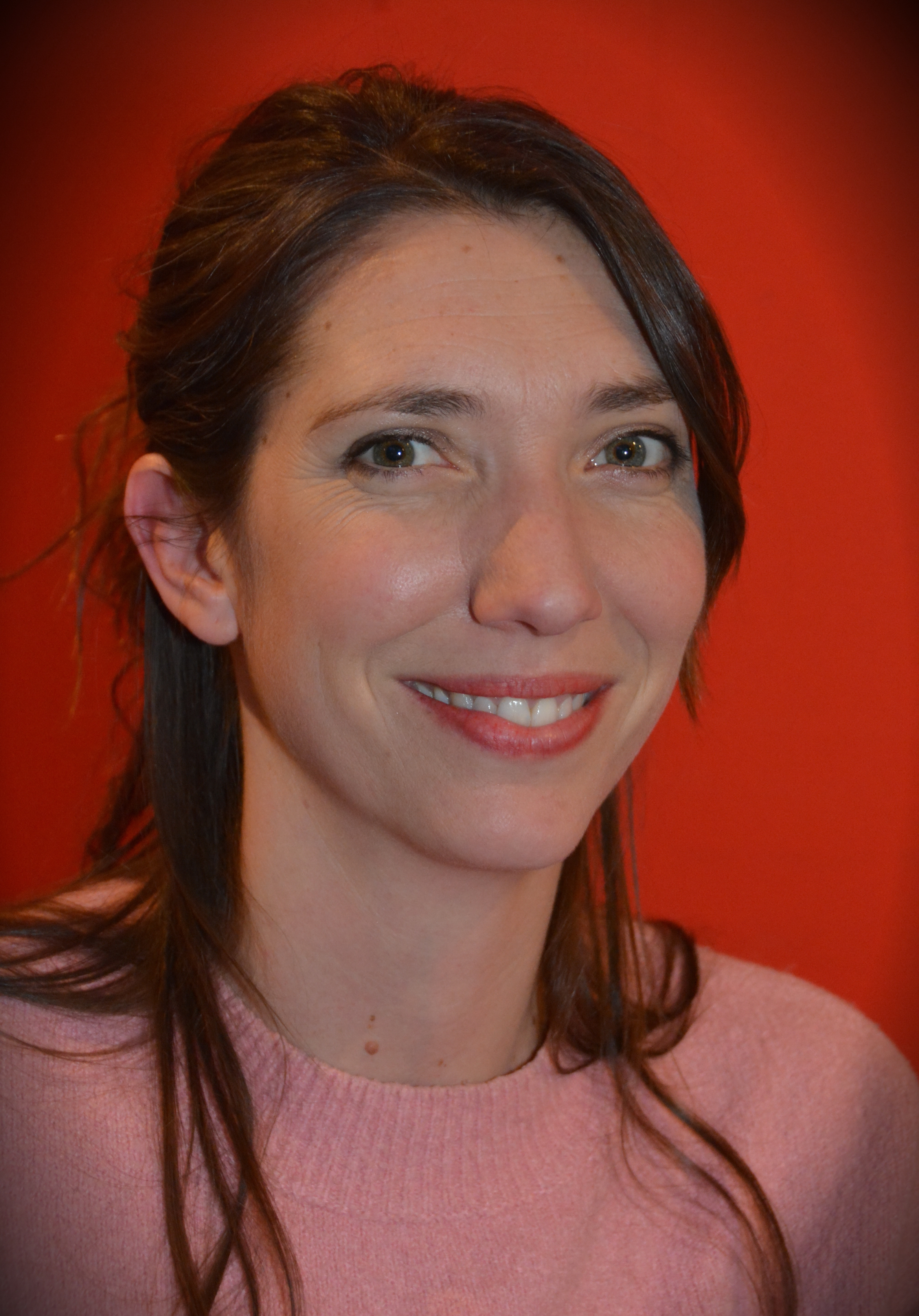
L'actrice Zoé Bruneau (ici en 2019) interprète Ivitch.